# Fraissinet-de-Fourques
Fraissinet-de-Fourques es una comuna francesa situada en el departamento de Lozère, en la región de Occitania.

## Demografía
| 125 | 97 | 72 | 64 | 62 | 67 | 80 |
| Para los censos de 1962 a 1999 la población legal corresponde a la población sin duplicidades (Fuente: INSEE [Consultar]) |    |    |    |    |    |    |